# Бахтырев, Анатолий Иванович
Анатолий Иванович Бахтырев (18 июня 1928, Москва — 31 марта 1968, Москва) — лидер молодежного литературно-философского кружка, узник ГУЛАГа, мемуарист.

## Биография
Родился в семье Ивана Дмитриевича Бахтырева (1896—1931), рабочего-большевика, участника Гражданской войны, награжденного орденом Красного знамени и в 1922 году назначенного директором судостроительного завода в Гороховце.
В 1945 году поступил в энергетический техникум; в 1946 году, после смерти матери, начал работать проводником на железной дороге.
В том же 1946 году в Москве вокруг Бахтырева, имевшего прозвище «Кузьма», возник кружок молодежи, интересовавшейся литературой, философией и религией. Его называли «Кружком Кузьмы». Несмотря на аполитичность, этот кружок привлек внимание органов МГБ. В него был внедрен осведомитель МГБ Феликс Карелин. В декабре 1948 года и январе 1949 года члены кружка — Бахтырев (который перед этим был призван в армию), В. А. Красин, Е. Б. Федоров, И. Х. Шмаин, И. И. Калина, а также осведомитель Ф. Карелин (он признался членам кружка в том, что является осведомителем, и написал заявление о прекращении сотрудничества с МГБ) — были арестованы по обвинению в антисоветской агитации и участии в контрреволюционной организации.
Постановлением Особого совещания при МГБ Бахтырев, который обвинялся в том, что «дезертировал с работы на железнодорожном транспорте и, будучи без определенных занятий, группировал вокруг себя учащуюся молодежь, устраивал на своей квартире нелегальные сборища, где высказывал клевету на политику партии и советского правительства в области образования, литературы и искусства, а также осуждал учение классиков марксизма-ленинизма», был приговорен к 10 годам лагерей. Содержался в Степлаге, в районе Джезказгана, работал в шахтах, на строительстве судоремонтного завода и жилых домов. Позже, в связи с упразднением Особых лагерей, был этапирован в обычный лагерь вблизи порта Ванино. В 1954 году был отправлен в Москву на переследствие и в октябре 1954 года был освобожден, реабилитирован он был лишь посмертно, в 1972 году.
До 1964 года работал на заводе в Москве рабочим-гальванщиком, при этом писал воспоминания. Затем работал в музее, с 1965 года ездил в археологические экспедиции. В 1968 году перешел на работу в научно-исследовательский институт, но вскоре скоропостижно умер от инфаркта.
В 1973 году его воспоминания под названием «Эпоха позднего реабилитанса» были изданы небольшим тиражом в Израиле, а в 1998 году они были опубликованы в журнале «Континент».